# Sultanat de Mayotte
El sultanat de Mayotte fou un estat semi independent (nominalment dependent del sultanat d'Anjuan) que va existir a l'illa de Mayotte des de vers el 1500 fins a la venda de l'illa a França el 1841.

## Història

### Fundació
En data desconeguda, un resident àrab de Gran Comora que s'havia assenyalat en nombroses ocasions per la seva intrepidesa, va agafar el títol de cap i després el de sultà amb poders limitats. Poc després de l'aparició dels portuguesos en aquesta àrea (segle xvi), una població rica i nombrosa de shirazis (de Siraz a Pèrsia), ja establerta a la costa de Zanzíbar i que tenia per cap a Mohammed Ben Aissa, es va apoderar de la Gran Comora i a continuació de les illes Hinzouan (Anjuan) i Mouéli (Moheli), i les va donar als seus dos fills.
Aissa, fill de Mohammed ben Aissa, després d'haver escoltat elogis de l'illa de Mayotte, va anar a visitar-la i va ser rebut com un amic, i algun temps després, preferint-la a Anjouan, es va instal·lar allí i es va casar amb la filla del sultà local. A la mort del seu sogre el va succeir i va construir una ciutat, que va ser anomenada Tchinzgomi, en el lloc de la qual encara es veuen avui dia les restes d'una mesquita i una tomba que es diu que és la de Moina-Singa, la filla del sultà, que el va succeir en el govern de Mayotte, els descendents directes de la qual van regnar a Mayotte fins a Andriantsouli.
El fill d'Aissa que havia quedat al front d'Anjuan, es va casar allí i va tenir diversos fills. El 1598, quan Cornelis Houtman va tocar terra a les Comores, Mayotte estava governada per un rei; Anjouan estava en mans d'una reina, que no va voler rebre els holandesos a la seva presència, però els va fer tractar amb gran cortesia i amistat. Van ancorar fora de la ciutat de Demos (probablement Domoni), "ciutat tan gran com Plymouth" van afirmar els viatgers, i envoltada de ruïnes que provaven la seva antiga prosperitat. William Jones pensa que aquesta reina era l'anomenada tradicionalment Halimah I (Halima Djoumbe I) a la que la tradició dona com ancestre del sultà Ahmed Said, que regnava en el moment del viatge del científic al novembre de 1783. Quinze anys després d'Houtman (1613) quan els capitans i Plyton Roc va tocar Comores, una vella sultana governava a Anjuan (probablement encara Halima Djoumbe I) i estenia el seu domini sobre les altres illes; tres dels seus fills governaven Mouèli (Mohéli) en nom seu.

### La relació amb Anjuan
Cinc sultans van governar a Anjuan, d'acord amb William Jones, en el interval de 170 anys entre el moment en què Cornelis Houtman i Plyton van trobar a Anjouan a la Sultana Halimah, fins a l'adveniment del sultà Ahmed, el regnat del qual sembla haver començat vers 1760 i hauria durat fins al 1785/1792. en la segona meitat del segle xviii, les Comores es va convertir en l'objecte d'incursions dels sakalaves de Boueni, que ocupaven tota la part del nord-oest de Madagascar. Els comoresos, tot i ser poderosos a Gran Comora i a altres illes, semblaven bastant indefensos davant l'audàcia d'aquests pirates i la majoria de les vegades no van veure cap altre mitjà d'escapar d'ells que la fugida, abandonant tot el que tenien a discreció dels seus enemics.
Segons el capità Tomlinson el 1809, "els johanesos [nom arcaic dels habitants d'Anjouan] havien tingut recentment grans pèrdues causades pels madécasses que envaïen l'illa cada any per aconseguir esclaus. Altres illes de les Comores, com Mohilla [Moheli] i Mayotte, estan gairebé despoblades pels atacs dels pirates, i a Johanna [Anjouan], les 12 ciutats s'havien reduït a dos. Arribaven al final del monsó del sud-oest, construïen barraques al voltant de les aldees emmurallades de l'illa, i com mai intentaven el passatge si el temps no els era favorable, es quedaven allí fins al final de el monsó del nord-est, és a dir uns vuit mesos. Una de les seves canoes, tenia uns quaranta-cinc peus de llarg i entre deu i dotze d'ample; la construcció era enginyosa i molt similar a la dels vaixells utilitzats per a la caça de balenes, i les diferents parts estaven unides entre si per clavilles de fusta. Aquesta gent, cada cinc anys feien una expedició composta d'almenys un centenar de canoes, cadascuna contenint 15-35 homes, armats amb fusells; cadascun dels altres quatre anys les expedicions eren només d'unes trenta canoes, per no trobar-se sense menjar, donant temps a les plantacions a recuperar-se. El rei va dir que durant el setge de l'any anterior, gairebé dos centenars de dones i nens que s'havien aventurat fora de les parets per aconseguir menjar, van morir de fam, i moltes mares es van menjar els seus propis fills".
A Madagascar el manjaka o gran líder, Radama, es va declarar-se sobirà de tota l'illa. Només cal dir que, després d'haver sotmès els pobles de la costa est i els del centre, va tornar les seves armes contra els Sakalaves que ocupaven la part del nord-oest i la part occidental de l'illa. Aquesta conquesta va ser objecte de diverses expedicions successives; però els seus esforços i els de la seva vídua Ranavalo mai van tenir èxit complet en aconseguir dominar als sakalaves, els líders dels quals van trobar a Comores un important centre de resistència.

### El sultanat de Mayotte
Un escriptor àrab, el xeic Yusuf al-Moallem Ben-Mousa, a petició d'un viatger francès, Victor Noël, va dir sobre Mayotte: "L'illa de Mayotte, si es creu als caps d'Anjouan, sempre ha estat un vassall dels reis d'aquest sultanat;no obstant Mayotte sembla no haver pronunciat la khutba en el seu nom més que en certs moments quan es van veure obligats pels esdeveniments. Durant el regnat del sultà Ahmed, que va governar a Anjuan vers 1760-1785/1792 el poder d'Anjuan ja havia patit incursions dels sakalaves, en gran manera anuals, a la seva illa, i la seva autoritat sobre Mayotte era força nominal. Mayotte estava llavors en un estat d'agitació contínua; la seva població essencialment heterogènia, i la posició de Tchingoni (Tchinzgomi), la seva antiga capital i centre de la població, deixava als reis i la seva residència exposats a totes les conseqüències de les revolucions que els sultans d'Anjuan no va deixar de causar en tot moment quan l'illa iniciava passos massa significatius vers la independència. És en aquestes circumstàncies que una família família àrab omanita de Zanzíbar, es va establir a Tchingoni, on aviat va adquirir gran consideració per l'ús que feia de la riquesa que li havia donat la seva activitat comercial. El rei (sultà) de Mayotte va donar la seva filla en matrimoni a un dels membres de la família, un jover que gaudia de la major influència, anomenat Salih bin Mohammed bin Bashir el-Mondzary al-Omani. Quan el rei de Mayotte va morir al voltant de 1790, Salih bin Mohammed va abandonar la secta ibadita, que és la dels àrabs d'Oman, i va abraçar la secta ortodoxa Chafey, a la qual pertanyen els comoresos; a continuació, totes les veus l'esmentaven per reemplaçar al seu sogre."
La primera cura del nou sultà fou transferir la seu del govern a l'illa de Dzaoudzi en el qual va fer establir les fortificacions que ara es poden veure, i és per això probablement que el seu regnat fou inusitadament llarg i tranquil. No obstant això, les fortificacions eren impotents contra traïcions internes: Salih bin Mohammed va ser assassinat el 1815, per un personatge local, Mouana-Maddi, en el qual tenia posada tota la seva confiança.

### Domini sakalava
Segons Ben Yusuf al-Moallem-Mousa, "després d'anys de regnat, Mouana-Maddi es va casar amb una dona sakalava de Mouzangaïe i va conèixer llavors diversos prínceps sakalaves, i entre d'altres a Tsi-Lévâlou, conegut com a Andrian Souli (Adriantsouli). Després de la conversió d'Adriantsouli a l'islam el 1823, Mouana-Maddi li va escriure per felicitar-lo per això, i, poc després li va proposar un acord, les disposicions principals del qual van ser: Què si un dels dos líders moria sense hereu legítim, el seu país passaria, per dret, al supervivent; si un es veia obligat a abandonar els seus estats, l'altre hauria d'utilitzar tots els mitjans per restaurar-lo i si no podia aconseguir aquest resultat, hauria d'admetre al príncep desposseït a compartir la sobirania del seu propi país, i donar-li la meitat del territori d'aquest. L'aplicació dels articles d'aquesta convenció era obligatòria per als successors legítims de les parts contractants. Les circumstàncies molt aviat van permetre a Andrian Souli de donar proves de la seva bona fe.
El 1829 Mouana-Maddi va ser assassinat per ordre de la seva pròpia germana, que va posar al tron al seu propi fill, el jove Mougni-Monkoû (Moge Muku), de 15 anys. El fill de Mouana-Maddi, Bana-Kombo, de dotze anys, va tenir temps per embarcar, i va anar a Sunga-Mouroun, amb Andrian Souli, i va exigir del príncep l'execució del tractat que havia conclòs amb el seu pare. Per difícil que era la seva posició en aquell moment, Andrian Souli no va dubtar, i va confiat al fill del seu amic una flotilla amb uns centenars de guerrers Sakkalavas. Aquestes forces van imposar el terror als habitants de Dzaoudzi, que, per ser perdonats de l'error que havien comès al acceptar com a rei a Mougni-Moukoû, es van afanyar a donar-li mort i proclamar a Bana-Kombo.
Els rigors de l'ambient bèl·lic d'Andrian Souli li va fer exercir contra els opositors, va allunyar a aquest del poble, que el va deposar i va posar al tron a la seva pròpia germana. Andrian Souli, després d'aconsellar-se en els antalotes i sakalaves que encara li van romandre lleials, sobre el que calia fer, va navegar amb ells cap a Mayotte, on van arribar el 1832. Bana-Kombo el va rebre amb l'agraïment natural cap a la persona a qui devia el seu tron i d'acord amb el tractat entre Maouana-Maddi i el rei de Bouéni (Boina), li va deixar la plena sobirania del país entre Moussappéré i una badia a la qual els refugiats van donar (en memòria del seu lloc d'origen) el nom de Badia de Bouéni. Per amistosa que fos la recepció donada a Andrian Souli per Bana-Kombo, la discòrdia no va tardar e esclatar entre els dos líders, com a resultat de la gelosia dels mahoresos (habitants de Mayotte) per la prosperitat dels sakalaves, que només es devia al seu treball dur. Els mahoresos van demanar a Bana-Kombo d'expulsar Andrian Souli i els seus fidels, que havien mostrat fins aleshores un gran moderació. Els sakalaves, exasperats per la ingratitud de Bana-Kombo, es van aixecar en armes, van derrotar els mahoresos en diversos encontres, i es van venjar de Bana-Kombo expulsant-lo de l'illa."

### Adriantsouli i Ramanateka
Bana-Kombo va fugir a Mohéli on va demanar al sultà Ramanateka de negociar la pau amb el seu oponent.
"Ramanateka tenia la posició de sultà per l'astúcia i la mala fe. Parent de Radama, governador Mouzangaïe a la terra dels sakalaves, es va veure obligat a fugir amb seixanta oficials i soldats, tots ells dedicats fins a la mort a la reina Ranavalo. Era vers el final de 1832 quan els fugitius van desembarcar a Anjuan on van ser ben rebuts pel sultà Abdallah II, que els va donar una quarta part de la seva illa. Un any després d'arribar a aquest país, un dels germans del sultà, Seyd Ali, va aixecar la bandera de la revolta. Ramanateka, oblidant la generosa hospitalitat d'Abdallah, va conspirar amb el príncep rebel, i aquesta cooperació va donar la victòria al rebel. Però poc després, Ramanateka, notant que la seva presència a Anjoan no era desitjada se'n va anar a Mohéli amb tot el seu poble i es va imposar com a rei/sultà al poble, sorprès per semblant gosadia, va envoltar de muralles Fomboni, la capital de l'illa, i va esdevenir musulmà junt amb els seus companys, esperant a peu ferm als seus enemics.
Tal era l'home a les mans del qual es va posar Bana-Kombo, expulsat de Mayotte el 1833. Ramanateka va escriure a Andrian Souli, i el va convidar a Mohéli per megociar, el que aquest va acceptar sense vacil·lar. Però els dos malgaixos es van entendre a costa de Bana-Kombo; es va acordar entre ells que Ramanateka estaria en possessió de Dzaoudzi i que Andrian Souli conservaria la sobirania de la part de l'illa que ocupava. Una estratagema va permetre poc després a Ramanateka entrar en possessió de la resta de l'illa, el que li va facilitar els mitjans per expulsar en qualsevol moment posterior al seu aliat del territori que li havia reconegut. Al capdavant d'un petit exèrcit, va envair el 1836 l'illa de Mayotte, va expulsar a Andrian Souli, va deixar el comandament a un oficial, i va tornar a Moheli. Andrian Souli, que s'havia refugiat amb Abdallah, sultà d'Anjouan, va recuperar Mayotte amb l'ajut del sobirà. Poc després Abdallah va assetjar a Ramanateka a Mohéli però gràcies a una ràfega de vent que llançà la flota a la costa d'Anjouan, va capturar a Abdallah i el va deixar morir de fam a la presó. Des de llavors, a instàncies de Ramanateka, Salim oncle del nou sultà Alaoui, va expulsar d'Anjouan al seu nebot (1840), que va fugir a Gran Comora i a continuació, a Moçambic i a Mascat, i, finalment, es va refugiar a l'illa Maurici. Salim va esdevenir llavors l'enemic natural d'Andrian Souli, a causa dels vincles d'aquest amb Alaoui; va mostrar algunes reclamacions a la sobirania de Mayotte amb la justificació que havia estat possessió d'Anjuan anteriorment igual que Mohéli. No obstant l'enemistat, Salim es va posar d'acord amb Ramanateka per promoure a Mayotte la rebel·lió d'un jove cap de la província d'Antankare que havia estat acollit per Andrian Souli, el qual, després d'haver reunit entorn d'ell als sakalaves descontents i alguns mahoresos, finalment va sucumbir en la lluita."

### Cessió a França
Adrian Souli podia no obstant esperar un nou atac d'Anjoan i per això va negociar (1840) la cessió de l'illa de Mayotte a França. El tinent Jehenne havia visitat Mayotte i va veure els avantatges que presentava la situació de l'illa; va informar a l'Almirall de Hell, governador de l'illa de la Reunió (en aquell moment encara anomenada Illa Borbó); el 25 de d'abril de 1841, el capità Passot, enviat per l'Almirall, va signar amb Andrian Souli un tractat pel qual es va cedir Mayotte a França a canvi d'una anualitat de 5000 Francs (1000 dòlars) i l'educació de les seves filles a l'illa Borbó. Bana-Kombo, únic contendent seriós en la seva possessió, va morir en el curs de l'any 1841. Ramanateka de Mohéli va deixar el tron a la seva filla Sooud o Soudi (Djoumbe Fàtima), que tenia aleshores un dotze anys per regir l'illa sota la regència de la seva mare, l'exdona de Radama I, i que en breu va haver d'enfrontar les pretensions de francesos i britànics en la seva rivalitat pel control de les Comores, rivalitat que s'allargara fins al 1890. Quant a Seyid-Alaoui, el qual, després d'haver estat derrotat pels assassins del seu pare i pel seu oncle, havia fugir a la ciutat d'Ilha de Moçambique, va morir en 1842 en aquesta ciutat, llegant els seus drets al seu fill Mougnanlaouy o Seyid-Hamza. L'acord de cessió fou difícil de vendre a l'opinió pública francesa,m tot i que es va presentar com un acord comercial sobre un port d'importància estratègica. La presa de possessió de l'illa per França va tenir lloc el 13 juny de 1843, quan la cessió fou acceptada finalment pel rei Lluís Felip a París. Seyid-Hamza va fer una protesta contra l'ocupació francesa, el que demostrava pretensions paral·leles amb relació a la sobirania de les Comores, a les reivindicacions de Salim; però, més tard, va anar a plantejar al governador de la Reunió (illa Borbó) ajuda per a recuperar els seus drets (segons ell) sobre Anjuan, petició que no va ser concedida. Finalment Andrian Souli va morir el 1845, deixant a França mestressa de la nova possessió que havia adquirit en l'oceà Índic. El 1846 es va abolir l'esclavatge.

### Colònia francesa
- Article principal: Mayotte i dependències

A finals del segle xix, Mayotte va esdevenir un important punt de suport dels francesos a l'Oceà Índic. Les naus de correu venien a Mayotte. Hi havia quatre oficines de correus, i fins al 1896, Mayotte tenia un governador, amb residència a Dzaoudzi. El decret de 28 gener 1896 va reemplaçar al governador per un administrador dependent del governador de l'illa de la Reunió i assistit per un Consell Assessor (compost pel cap del servei intern, el cap de la carrera judicial i dos notables). L'illa va ser dividida en quatre quarts. Els caps de les aldees eren nomenats per l'administració francesa. Hi va haver un tribunal de primera instància (amb un jutge president, un fiscal i un passant de notari), dues escoles a Dzaoudzi i una escola mixta a Mamoudzou. A Dzaoudzi també residia el superior eclesiàstic.
A diferència de les altres illes de les Comores que es van mantenir nominalment independents sota protectorat fins al 1904, Mayotte fou possessió colonial directe de França des de 1841 (1843 jurídicament). El 1865 Djoumbe Fàtima va vendre gran part de Mohéli a Joseph Lambert; i més o menys al mateix temps, Said Ali havia conclòs un contracte similar amb Leon Humblot a Gran Comora. El 1890, un acord entre els britànics i francesos havia establert repartir les seves àrees d'influència: Zanzíbar formaria part de la zona d'influència britànica, Comores (i Madagascar) de França. El 30 de març de 1896 es va crear la colònia de Mayotte i dependències formada per la colònia de Mayotte i els protectorats d'Anjoan, Moheli i Gran Comora. L'annexió de totes les Comores va ser formalitzada el 1908 amb la incorporació oficiosa a Madagascar ratificada el 1912 i feta efectiva el 1914.

## Llista de sultans
- Sultà de nom desconegut finals segle xv (Attoumani ben Ahmed -uniquement citat per Mkadara- primer sultà shirazi de Mayotte establert a Mtsamboro)
- Hassan ben Mohammed (regna a Anjoan, Mohéli i Mayotte), vers 1530
- Aissa (Issa o Ali) ben Mohammed ben Aissa vers 1530-abans de 1600
- Moina-Singa (esposa de l'anterior) abans de 1600
- Buona Fournon (fill d'Aissa i Moina-Singa) abans de 1600-?
- Ali I ben Bwana Foumou ibn Ali, net d'Aissa, ?-1643
- Omar ben Ali 1643-1680
- Ali II ben Omar 1680-després de 1702
- Echati binti Omar (germana) vers 1705
- Mwé (Mogné) Fani, consort de l'anterior vers 1705-1715
- Manaou binti Mwé Fani (Moina Aissa ?) vers 1715-1720
- Bakari (Abu Bakr ben Omar) (germà d'Ali II) 1720-1727
- Selim I ben Mwé Fani (germà de Manaou), enderroca a Bakari amb ajut d'Anjuan 1727- després de 1742 (el 1742 desconeix la sobirania d'Anjuan)
- Buona Ambo (Buana Kombo ben Selim) vers 1750-1790
- Salih ben Muhammed ben Bechir al-Monzari 1790-1807
- Saley (Suhali) ben Selim o Suhali ben Mohammed 1807-1817
- Maouana-Madi (Mawana Amadi ben Boana Kombo) 1817-1829
- Moge Muku 1829
- Buonacombo (Boina Kombo) ben Sultan Amadi 1829-1832
- Andriantsouli (usurpador) 1832-1833
- A Anjuan 1833-1836
  - Omar (governador) 1835-1836
- Andriantsouli (usurpador) 1836-1841